# Fase final da Copa Libertadores da América de 2023
A fase final da Copa Libertadores da América de 2023 compreendeu as disputas de oitavas de final, quartas de final, semifinal e final e foi disputada de 1º de agosto a 4 de novembro de 2023. As equipes se enfrentaram em jogos eliminatórios de ida e volta em cada fase (exceto no jogo final), e a que somasse mais pontos se classificou para as fases seguintes.

## Critérios de desempate
Se em um cruzamento as determinadas equipes igualassem em pontos, o primeiro critério de desempate seria o saldo de gols. Persistindo o empate, a vaga seria decidida em disputa por pênaltis. Apenas na final uma prorrogação seria disputada em caso de empate no tempo regulamentar, seguida de disputa de pênaltis se persistisse a igualdade.

## Sorteio
Para determinar todos os cruzamentos da fase final, foi realizado um sorteio no Centro de Convenções da CONMEBOL em Luque, no Paraguai, em 5 de julho.
Equipes classificadas
| Seed | Grp | Equipe                  | Pts | J | V | E | D | GP | GC | SG  | Sorteio das oitavas de final |
| ---- | --- | ----------------------- | --- | - | - | - | - | -- | -- | --- | ---------------------------- |
| 1    | C   | Palmeiras               | 15  | 6 | 5 | 0 | 1 | 16 | 6  | +10 | Pote 1                       |
| 2    | H   | Olimpia                 | 14  | 6 | 4 | 2 | 0 | 13 | 4  | +9  | Pote 1                       |
| 3    | A   | Racing                  | 13  | 6 | 4 | 1 | 1 | 13 | 6  | +7  | Pote 1                       |
| 4    | F   | Boca Juniors            | 13  | 6 | 4 | 1 | 1 | 9  | 2  | +7  | Pote 1                       |
| 5    | G   | Athletico Paranaense    | 13  | 6 | 4 | 1 | 1 | 9  | 4  | +5  | Pote 1                       |
| 6    | E   | Independiente del Valle | 12  | 6 | 4 | 0 | 2 | 10 | 5  | +5  | Pote 1                       |
| 7    | B   | Internacional           | 12  | 6 | 3 | 3 | 0 | 10 | 6  | +4  | Pote 1                       |
| 8    | D   | Fluminense              | 10  | 6 | 3 | 1 | 2 | 10 | 6  | +4  | Pote 1                       |
|      |     |                         |     |   |   |   |   |    |    |     |                              |
| 9    | C   | Bolívar                 | 12  | 6 | 4 | 0 | 2 | 11 | 7  | +4  | Pote 2                       |
| 10   | A   | Flamengo                | 11  | 6 | 3 | 2 | 1 | 11 | 5  | +6  | Pote 2                       |
| 11   | B   | Nacional                | 11  | 6 | 3 | 2 | 1 | 9  | 7  | +2  | Pote 2                       |
| 12   | E   | Argentinos Juniors      | 11  | 6 | 3 | 2 | 1 | 8  | 6  | +2  | Pote 2                       |
| 13   | G   | Atlético Mineiro        | 10  | 6 | 3 | 1 | 2 | 7  | 5  | +2  | Pote 2                       |
| 14   | D   | River Plate             | 10  | 6 | 3 | 1 | 2 | 11 | 11 | 0   | Pote 2                       |
| 15   | H   | Atlético Nacional       | 10  | 6 | 3 | 1 | 2 | 8  | 8  | 0   | Pote 2                       |
| 16   | F   | Deportivo Pereira       | 8   | 6 | 2 | 2 | 2 | 5  | 5  | 0   | Pote 2                       |

Além de determinar os potes, o desempenho das equipes na fase de grupos também determina os mandos de campo até a semifinal, sendo que os primeiros dos grupos estão ranqueados de 1 a 8 e os segundo colocados de 9 a 16. Num cruzamento a equipe de melhor ranking sempre realizará o jogo de volta em casa.

### Esquema
As equipes que estão na parte superior do confronto possuem o mando de campo no primeiro jogo e em negrito as equipes classificadas.
|  | Oitavas de final        | Oitavas de final | Oitavas de final | Oitavas de final |       |                    | Quartas de final  | Quartas de final  | Quartas de final  | Quartas de final  |  |                    | Semifinais                    | Semifinais                    | Semifinais                    | Semifinais                    |              |   | Final         | Final         |
|  | 1 a 10 de agosto        | 1 a 10 de agosto | 1 a 10 de agosto | 1 a 10 de agosto |       |                    | 22 a 31 de agosto | 22 a 31 de agosto | 22 a 31 de agosto | 22 a 31 de agosto |  |                    | 27 de setembro a 5 de outubro | 27 de setembro a 5 de outubro | 27 de setembro a 5 de outubro | 27 de setembro a 5 de outubro |              |   | 4 de novembro | 4 de novembro |
|  |                         |                  |                  |                  |       |                    |                   |                   |                   |                   |  |                    |                               |                               |                               |                               |              |   |               |               |
|  | Nacional                | 0                | 2                | 2 (2)            |       |                    |                   |                   |                   |                   |  |                    |                               |                               |                               |                               |              |   |               |               |
|  | Boca Juniors (pen)      | 0                | 2                | 2 (4)            |       |                    |                   |                   |                   |                   |  |                    |                               |                               |                               |                               |              |   |               |               |
|  | Boca Juniors (pen)      | 0                | 2                | 2 (4)            |       | Boca Juniors (pen) | 0                 | 0                 | 0 (4)             |                   |  |                    |                               |                               |                               |                               |              |   |               |               |
|  |                         |                  |                  |                  |       | Boca Juniors (pen) | 0                 | 0                 | 0 (4)             |                   |  |                    |                               |                               |                               |                               |              |   |               |               |
|  |                         | Racing           | 0                | 0                | 0 (1) |                    |                   |                   |                   |                   |  |                    |                               |                               |                               |                               |              |   |               |               |
|  | Atlético Nacional       | Racing           | 0                | 0                | 0 (1) | 4                  | 0                 | 4                 |                   |                   |  |                    |                               |                               |                               |                               |              |   |               |               |
|  | Atlético Nacional       |                  |                  |                  |       | 4                  | 0                 | 4                 |                   |                   |  |                    |                               |                               |                               |                               |              |   |               |               |
|  | Racing                  | 2                | 3                | 5                |       |                    |                   |                   |                   |                   |  |                    |                               |                               |                               |                               |              |   |               |               |
|  | Racing                  | 2                | 3                | 5                |       |                    |                   |                   |                   |                   |  | Boca Juniors (pen) | 0                             | 1                             | 1 (4)                         |                               |              |   |               |               |
|  |                         |                  |                  |                  |       |                    |                   |                   |                   |                   |  | Boca Juniors (pen) | 0                             | 1                             | 1 (4)                         |                               |              |   |               |               |
|  |                         | Palmeiras        | 0                | 1                | 1 (2) |                    |                   |                   |                   |                   |  |                    |                               |                               |                               |                               |              |   |               |               |
|  | Deportivo Pereira       | Palmeiras        | 0                | 1                | 1 (2) | 1                  | 1                 | 2                 |                   |                   |  |                    |                               |                               |                               |                               |              |   |               |               |
|  | Deportivo Pereira       |                  |                  |                  |       | 1                  | 1                 | 2                 |                   |                   |  |                    |                               |                               |                               |                               |              |   |               |               |
|  | Independiente del Valle | 0                | 1                | 1                |       |                    |                   |                   |                   |                   |  |                    |                               |                               |                               |                               |              |   |               |               |
|  | Independiente del Valle | 0                | 1                | 1                |       | Deportivo Pereira  | 0                 | 0                 | 0                 |                   |  |                    |                               |                               |                               |                               |              |   |               |               |
|  |                         |                  |                  |                  |       | Deportivo Pereira  | 0                 | 0                 | 0                 |                   |  |                    |                               |                               |                               |                               |              |   |               |               |
|  |                         | Palmeiras        | 4                | 0                | 4     |                    |                   |                   |                   |                   |  |                    |                               |                               |                               |                               |              |   |               |               |
|  | Atlético Mineiro        | Palmeiras        | 4                | 0                | 4     | 0                  | 0                 | 0                 |                   |                   |  |                    |                               |                               |                               |                               |              |   |               |               |
|  | Atlético Mineiro        |                  |                  |                  |       | 0                  | 0                 | 0                 |                   |                   |  |                    |                               |                               |                               |                               |              |   |               |               |
|  | Palmeiras               | 1                | 0                | 1                |       |                    |                   |                   |                   |                   |  |                    |                               |                               |                               |                               |              |   |               |               |
|  | Palmeiras               | 1                | 0                | 1                |       |                    |                   |                   |                   |                   |  |                    |                               |                               |                               |                               | Boca Juniors | 1 |               |               |
|  |                         |                  |                  |                  |       |                    |                   |                   |                   |                   |  |                    |                               |                               |                               |                               |              | 1 |               |               |
|  |                         | Fluminense (pro) | 2                |                  |       |                    |                   |                   |                   |                   |  |                    |                               |                               |                               |                               |              |   |               |               |
|  | Argentinos Juniors      | Fluminense (pro) | 2                | 1                | 0     | 1                  |                   |                   |                   |                   |  |                    |                               |                               |                               |                               |              |   |               |               |
|  | Argentinos Juniors      |                  |                  | 1                | 0     | 1                  |                   |                   |                   |                   |  |                    |                               |                               |                               |                               |              |   |               |               |
|  | Fluminense              | 1                | 2                | 3                |       |                    |                   |                   |                   |                   |  |                    |                               |                               |                               |                               |              |   |               |               |
|  | Fluminense              | 1                | 2                | 3                |       | Fluminense         | 2                 | 3                 | 5                 |                   |  |                    |                               |                               |                               |                               |              |   |               |               |
|  |                         |                  |                  |                  |       | Fluminense         | 2                 | 3                 | 5                 |                   |  |                    |                               |                               |                               |                               |              |   |               |               |
|  |                         | Olimpia          | 0                | 1                | 1     |                    |                   |                   |                   |                   |  |                    |                               |                               |                               |                               |              |   |               |               |
|  | Flamengo                | Olimpia          | 0                | 1                | 1     | 1                  | 1                 | 2                 |                   |                   |  |                    |                               |                               |                               |                               |              |   |               |               |
|  | Flamengo                |                  |                  |                  |       | 1                  | 1                 | 2                 |                   |                   |  |                    |                               |                               |                               |                               |              |   |               |               |
|  | Olimpia                 | 0                | 3                | 3                |       |                    |                   |                   |                   |                   |  |                    |                               |                               |                               |                               |              |   |               |               |
|  | Olimpia                 | 0                | 3                | 3                |       |                    |                   |                   |                   |                   |  | Fluminense         | 2                             | 2                             | 4                             |                               |              |   |               |               |
|  |                         |                  |                  |                  |       |                    |                   |                   |                   |                   |  | Fluminense         | 2                             | 2                             | 4                             |                               |              |   |               |               |
|  |                         | Internacional    | 2                | 1                | 3     |                    |                   |                   |                   |                   |  |                    |                               |                               |                               |                               |              |   |               |               |
|  | Bolívar (pen)           | Internacional    | 2                | 1                | 3     | 3                  | 0                 | 3 (5)             |                   |                   |  |                    |                               |                               |                               |                               |              |   |               |               |
|  | Bolívar (pen)           |                  |                  |                  |       | 3                  | 0                 | 3 (5)             |                   |                   |  |                    |                               |                               |                               |                               |              |   |               |               |
|  | Athletico Paranaense    | 1                | 2                | 3 (4)            |       |                    |                   |                   |                   |                   |  |                    |                               |                               |                               |                               |              |   |               |               |
|  | Athletico Paranaense    | 1                | 2                | 3 (4)            |       | Bolívar            | 0                 | 0                 | 0                 |                   |  |                    |                               |                               |                               |                               |              |   |               |               |
|  |                         |                  |                  |                  |       | Bolívar            | 0                 | 0                 | 0                 |                   |  |                    |                               |                               |                               |                               |              |   |               |               |
|  |                         | Internacional    | 1                | 2                | 3     |                    |                   |                   |                   |                   |  |                    |                               |                               |                               |                               |              |   |               |               |
|  | River Plate             | Internacional    | 1                | 2                | 3     | 2                  | 1                 | 3 (8)             |                   |                   |  |                    |                               |                               |                               |                               |              |   |               |               |
|  | River Plate             |                  |                  |                  |       | 2                  | 1                 | 3 (8)             |                   |                   |  |                    |                               |                               |                               |                               |              |   |               |               |
|  | Internacional (pen)     | 1                | 2                | 3 (9)            |       |                    |                   |                   |                   |                   |  |                    |                               |                               |                               |                               |              |   |               |               |

## Oitavas de final
Equipes na coluna esquerda possuem mando de campo no primeiro jogo e em negrito as equipes classificadas.
| Chave | Equipe 1           | Total       | Equipe 2                | Ida | Volta |
| ----- | ------------------ | ----------- | ----------------------- | --- | ----- |
| A     | Atlético Nacional  | 4–5         | Racing                  | 4–2 | 0–3   |
| B     | Bolívar            | 3–3 (5–4 p) | Athletico Paranaense    | 3–1 | 0–2   |
| C     | Flamengo           | 2–3         | Olimpia                 | 1–0 | 1–3   |
| D     | Atlético Mineiro   | 0–1         | Palmeiras               | 0–1 | 0–0   |
| E     | Deportivo Pereira  | 2–1         | Independiente del Valle | 1–0 | 1–1   |
| F     | Argentinos Juniors | 1–3         | Fluminense              | 1–1 | 0–2   |
| G     | River Plate        | 3–3 (8–9 p) | Internacional           | 2–1 | 1–2   |
| H     | Nacional           | 2–2 (2–4 p) | Boca Juniors            | 0–0 | 2–2   |

### Chave A
| 3 de agosto   | Atlético Nacional                               | 4 – 2     | Racing                         | Estádio Atanasio Girardot, Medellín          |
| 19:00 (UTC−5) | Zapata 34' · Je. Duque 61' · Cantera 83', 90+5' | Relatório | Piovi 87' (pen.), 90+4' (pen.) | Público: 28 791 Árbitro: BRA Bráulio Machado |

| 10 de agosto  | Racing                                        | 3 – 0     | Atlético Nacional | Estádio El Cilindro, Avellaneda               |
| 21:00 (UTC−3) | Martínez 28' · Ojeda 50' · Aguirre 56' (g.c.) | Relatório |                   | Público: 38 731 Árbitro: VEN Jesús Valenzuela |

Racing venceu por 5–4 no placar agregado.

### Chave B
| 1 de agosto   | Bolívar                           | 3 – 1     | Athletico Paranaense | Estádio Hernando Siles, La Paz                  |
| 20:00 (UTC−4) | Fernández 13', 76' · Bejarano 27' | Relatório | Erick 9'             | Público: 26 320 Árbitro: ECU Guillermo Guerrero |

| 8 de agosto   | Athletico Paranaense                     | 2 – 0     | Bolívar | Arena da Baixada, Curitiba                |
| 21:00 (UTC−3) | Fernandinho 31' (pen.) · Vitor Roque 67' | Relatório |         | Público: 31 972 Árbitro: PER Kevin Ortega |

|                                                            |       | Penalidades                                       |  |
| Marcelo Cirino Vitor Bueno Fernandinho Vidal Thiago Heleno | 4 − 5 | Bejarano Justiniano Saucedo Algarañaz Bruno Sávio |  |

3–3 no placar agregado, Bolívar venceu por 5–4 na disputa de pênaltis.

### Chave C
| 3 de agosto   | Flamengo           | 1 – 0     | Olimpia | Estádio do Maracanã, Rio de Janeiro        |
| 21:00 (UTC−3) | Bruno Henrique 49' | Relatório |         | Público: 67 066 Árbitro: ARG Darío Herrera |

| 10 de agosto  | Olimpia                                | 3 – 1     | Flamengo          | Estádio Defensores del Chaco, Assunção |
| 20:00 (UTC−4) | I. Torres 12' · Ortiz 69' · Bruera 80' | Relatório | Bruno Henrique 8' | Árbitro: COL Wilmar Roldán             |

Olimpia venceu por 3–2 no placar agregado.

### Chave D
| 2 de agosto   | Atlético Mineiro | 0 – 1     | Palmeiras         | Estádio Mineirão, Belo Horizonte           |
| 21:30 (UTC−3) |                  | Relatório | Raphael Veiga 29' | Público: 52 587 Árbitro: ARG Facundo Tello |

| 9 de agosto   | Palmeiras | 0 – 0     | Atlético Mineiro | Allianz Parque, São Paulo       |
| 21:30 (UTC−3) |           | Relatório |                  | Árbitro: ARG Fernando Rapallini |

Palmeiras venceu por 1–0 no placar agregado.

### Chave E
| 2 de agosto   | Deportivo Pereira | 1 – 0     | Independiente del Valle | Estádio Hernán Ramírez Villegas, Pereira       |
| 19:00 (UTC−5) | Santacruz 58'     | Relatório |                         | Público: 13 733 Árbitro: ARG Yael Falcón Pérez |

| 9 de agosto   | Independiente del Valle | 1 – 1     | Deportivo Pereira | Estádio Olímpico Atahualpa, Quito          |
| 19:00 (UTC−5) | Hoyos 6'                | Relatório | Angulo 50'        | Público: 16 654 Árbitro: ARG Darío Herrera |

Deportivo Pereira venceu por 2–1 no placar agregado.

### Chave F
| 1 de agosto   | Argentinos Juniors | 1 – 1     | Fluminense        | Estádio Diego Armando Maradona, Buenos Aires |
| 19:00 (UTC−3) | Ávalos 14'         | Relatório | Samuel Xavier 87' | Público: 7 860 Árbitro: CHI Piero Maza       |

| 8 de agosto   | Fluminense                             | 2 – 0     | Argentinos Juniors | Estádio do Maracanã, Rio de Janeiro |
| 19:00 (UTC−3) | Samuel Xavier 86' · John Kennedy 90+7' | Relatório |                    | Árbitro: VEN Alexis Herrera         |

Fluminense venceu por 3–1 no placar agregado.

### Chave G
| 1 de agosto   | River Plate     | 2 – 1     | Internacional  | Estádio Monumental, Buenos Aires              |
| 21:00 (UTC−3) | Solari 65', 79' | Relatório | Valencia 45+1' | Público: 64 696 Árbitro: VEN Jesús Valenzuela |

| 8 de agosto   | Internacional                  | 2 – 1     | River Plate | Estádio Beira-Rio, Porto Alegre             |
| 21:00 (UTC−3) | Mercado 70' · Alan Patrick 78' | Relatório | Rojas 90'   | Público: 50 479 Árbitro: URU Andrés Matonte |

|                                                                                                   |       | Penalidades                                                                           |  |
| Luiz Adriano Valencia Bruno Henrique Pedro Henrique Renê Mercado De Pena Johnny Igor Gomes Rochet | 9 − 8 | Palavecino Beltrán Fernández De la Cruz Colidio Aliendro Solari E. Díaz P. Díaz Rojas |  |

3–3 no placar agregado, Internacional venceu por 9–8 na disputa de pênaltis.

### Chave H
| 2 de agosto   | Nacional | 0 – 0     | Boca Juniors | Estádio Gran Parque Central, Montevidéu    |
| 21:00 (UTC−3) |          | Relatório |              | Público: 32 524 Árbitro: BRA Raphael Claus |

| 9 de agosto   | Boca Juniors                  | 2 – 2     | Nacional                 | Estádio La Bombonera, Buenos Aires            |
| 21:00 (UTC−3) | Merentiel 12' · Advíncula 47' | Relatório | Trezza 16' · Ramírez 75' | Público: 49 780 Árbitro: BRA Anderson Daronco |

|                                                 |       | Penalidades                         |  |
| Zeballos Benedetto Valentini G. Fernández Barco | 4 − 2 | Ramírez Polenta Bocanegra Gigliotti |  |

2–2 no placar agregado, Boca Juniors venceu por 4–2 na disputa de pênaltis.

## Quartas de final
| Chave | Equipe 1          | Total       | Equipe 2      | Ida | Volta |
| ----- | ----------------- | ----------- | ------------- | --- | ----- |
| S1    | Boca Juniors      | 0–0 (4–1 p) | Racing        | 0–0 | 0–0   |
| S2    | Bolívar           | 0–3         | Internacional | 0–1 | 0–2   |
| S3    | Fluminense        | 5–1         | Olimpia       | 2–0 | 3–1   |
| S4    | Deportivo Pereira | 0–4         | Palmeiras     | 0–4 | 0–0   |

### Chave S1
| 23 de agosto  | Boca Juniors | 0 – 0     | Racing | Estádio La Bombonera, Buenos Aires |
| 21:30 (UTC−3) |              | Relatório |        | Árbitro: BRA Wilton Sampaio        |

| 30 de agosto  | Racing | 0 – 0     | Boca Juniors | Estádio El Cilindro, Avellaneda             |
| 21:30 (UTC−3) |        | Relatório |              | Público: 41 597 Árbitro: URU Andrés Matonte |

|                       |       | Penalidades                 |  |
| Piovi Quintero Sigali | 1 − 4 | Zeballos Janson Cavani Rojo |  |

0–0 no placar agregado, Boca Juniors venceu por 4–1 na disputa de pênaltis.

### Chave S2
| 22 de agosto  | Bolívar | 0 – 1     | Internacional | Estádio Hernando Siles, La Paz             |
| 18:00 (UTC−4) |         | Relatório | Valencia 16'  | Público: 36 054 Árbitro: ARG Darío Herrera |

| 29 de agosto  | Internacional     | 2 – 0     | Bolívar | Estádio Beira-Rio, Porto Alegre               |
| 19:00 (UTC−3) | Valencia 11', 60' | Relatório |         | Público: 49 137 Árbitro: URU Esteban Ostojich |

Internacional venceu por 3–0 no placar agregado.

### Chave S3
| 24 de agosto  | Fluminense           | 2 – 0     | Olimpia | Estádio do Maracanã, Rio de Janeiro         |
| 21:30 (UTC−3) | André 43' · Cano 59' | Relatório |         | Público: 64 047 Árbitro: URU Andrés Matonte |

| 31 de agosto  | Olimpia    | 1 – 3     | Fluminense                         | Estádio Defensores del Chaco, Assunção        |
| 20:30 (UTC−4) | Zabala 44' | Relatório | John Kennedy 24' · Cano 80', 90+1' | Público: 34 793 Árbitro: VEN Jesús Valenzuela |

Fluminense venceu por 5–1 no placar agregado.

### Chave S4
| 23 de agosto  | Deportivo Pereira | 0 – 4     | Palmeiras                                                          | Estádio Hernán Ramírez Villegas, Pereira   |
| 19:30 (UTC−5) |                   | Relatório | Raphael Veiga 23' (pen.) · Marcos Rocha 31' · Mayke 34' · Rony 82' | Público: 22 789 Árbitro: ARG Facundo Tello |

| 30 de agosto  | Palmeiras | 0 – 0     | Deportivo Pereira | Allianz Parque, São Paulo                   |
| 21:30 (UTC−3) |           | Relatório |                   | Público: 37 785 Árbitro: CHI Cristian Garay |

Palmeiras venceu por 4–0 no placar agregado.

## Semifinais
| Chave | Equipe 1     | Total       | Equipe 2      | Ida | Volta |
| ----- | ------------ | ----------- | ------------- | --- | ----- |
| F1    | Boca Juniors | 1–1 (4–2 p) | Palmeiras     | 0–0 | 1–1   |
| F2    | Fluminense   | 4–3         | Internacional | 2–2 | 2–1   |

### Chave F1
| 28 de setembro | Boca Juniors | 0 – 0     | Palmeiras | Estádio La Bombonera, Buenos Aires         |
| 21:30 (UTC−3)  |              | Relatório |           | Público: 53 615 Árbitro: COL Wilmar Roldán |

| 5 de outubro  | Palmeiras    | 1 – 1     | Boca Juniors | Allianz Parque, São Paulo                   |
| 21:30 (UTC−3) | Piquerez 73' | Relatório | Cavani 23'   | Público: 40 398 Árbitro: URU Andrés Matonte |

|                                    |       | Penalidades                                |  |
| Raphael Veiga Gómez Kevin Piquerez | 2 − 4 | Cavani Valdez Valentini Figal G. Fernández |  |

1–1 no placar agregado, Boca Juniors venceu por 4–2 na disputa de pênaltis.

### Chave F2
| 27 de setembro | Fluminense    | 2 – 2     | Internacional                  | Estádio do Maracanã, Rio de Janeiro        |
| 21:30 (UTC−3)  | Cano 10', 78' | Relatório | Mallo 45+5' · Alan Patrick 64' | Público: 67 515 Árbitro: ARG Darío Herrera |

| 4 de outubro  | Internacional | 1 – 2     | Fluminense                  | Estádio Beira-Rio, Porto Alegre               |
| 21:30 (UTC−3) | Mercado 10'   | Relatório | John Kennedy 81' · Cano 87' | Público: 50 002 Árbitro: VEN Jesús Valenzuela |

Fluminense venceu por 4–3 no placar agregado.

## Final
| 4 de novembro | Boca Juniors  | 1 – 2 (pro) | Fluminense                  | Estádio do Maracanã, Rio de Janeiro        |
| 17:00 (UTC−3) | Advíncula 72' | Relatório   | Cano 36' · John Kennedy 99' | Público: 69 232 Árbitro: COL Wilmar Roldán |